# Минусинск (городской округ)
Го́род Минуси́нск — муниципальное образование и административно-территориальная единица в Красноярском крае России.
Административный центр — город Минусинск.
С точки зрения административно-территориального устройства является административно-территориальной единицей краевым городом. С точки зрения муниципального устройства образует муниципальное образование со статусом городского округа.

## История
Границы и статус установлены Законом Красноярского края от 18.02.2005 № 13-3049 «Об утверждении границ муниципального образования город Минусинск и наделении его статусом городского округа»

## Население
| 1970    | 1979    | 1989    | 2002    | 2009    | 2010    | 2012    |
| ------- | ------- | ------- | ------- | ------- | ------- | ------- |
| 42 405  | ↗58 281 | ↗75 429 | ↘75 206 | ↘69 108 | ↗73 948 | ↘72 921 |
| 2013    | 2014    | 2015    | 2016    | 2017    | 2018    | 2019    |
| ↘72 075 | ↘71 677 | ↘71 083 | ↗71 158 | ↗71 335 | ↘70 910 | ↘70 902 |
| 2020    | 2021    | 2024    |         |         |         |         |
| ↘70 821 | ↗72 827 | ↘71 318 |         |         |         |         |

## Населённые пункты
В состав городского округа и краевого города входят 2 населённых пункта:
| № | Населённый пункт | Тип населённого пункта        | Население |
| - | ---------------- | ----------------------------- | --------- |
| 1 | Зелёный Бор      | городской поселок             | ↘2738     |
| 2 | Минусинск        | город, административный центр | ↘68 603   |

## Местное самоуправление
Минусинский городской Совет депутатов VII созыва
Количество депутатов: 22.
Дата избрания: 11.09.2022. Дата формирования: 05.10.2022. Срок полномочий: 5 лет
Минусинский городской Совет депутатов — выборный орган местного самоуправления, представляющий интересы населения Минусинска и принимающий решения в коллегиальном порядке. Депутаты городского Совета избираются на 5 лет в количестве 22 человек по смешанной, мажоритарно-пропорциональной системе.
Выборы депутатов Минусинского городского Совета депутатов проводились семь раз. Были избраны депутаты созывов 1996 – 2000, 2000 — 2004, 2004 — 2007, 2007 — 2012, 2012 — 2017, 2017 — 2022, и 2022 — 2027 годов. В настоящее время в городском Совете работают депутаты, избранные в 2022 году.
| Фракция             | Кол-во депутатов | Руководитель                   |
| ------------------- | ---------------- | ------------------------------ |
| Единая Россия       | 17               | Борисова Светлана Анатольевна  |
| КПРФ                | 2                | Манцырев Андрей Александрович  |
| Зеленые             | 1                | Хайруллина Марина Владимировна |
| ЛДПР                | 1                | Олемской Артем Сергеевич       |
| Справедливая Россия | 1                | Лымпио Александр Сергеевич     |

Депутаты
| № п/п | Ф.И.О.                         | Избирательный округ / блок                                     |
| ----- | ------------------------------ | -------------------------------------------------------------- |
| 1     | Букреев Владимир Анатольевич   | Избирательный округ № 1, Единая Россия                         |
| 2     | Ефименко Светлана Алексеевна   | Избирательный округ № 2, Единая Россия                         |
| 3     | Башкатов Денис Валентинович    | Избирательный округ № 3, Единая Россия                         |
| 4     | Вернер Елена Николаевна        | Избирательный округ № 4, Единая Россия                         |
| 5     | Борисова Светлана Анатольевна  | Избирательный округ № 5, Единая Россия                         |
| 6     | Ржапецский Роман Дмитриевич    | Избирательный округ № 6, Единая Россия                         |
| 7     | Бревнов Александр Владимирович | Избирательный округ № 7, Единая Россия                         |
| 8     | Байков Сергей Геннадьевич      | Избирательный округ № 8, Единая Россия                         |
| 9     | Огоренко Сергей Вениаминович   | Избирательный округ № 9, Единая Россия                         |
| 10    | Голиков Владимир Александрович | Избирательный округ № 10, Единая Россия                        |
| 11    | Сухов Алексей Викторович       | Избирательный округ № 11, Единая Россия                        |
| 12    | Вычужанина Татьяна Ивановна    | По единому избирательному округу от партии Единая Россия       |
| 13    | Паникаев Роман Андреевич       | По единому избирательному округу от партии Единая Россия       |
| 14    | Соколов Игорь Сергеевич        | По единому избирательному округу от партии Единая Россия       |
| 15    | Хаметшина Нина Александровна   | По единому избирательному округу от партии Единая Россия       |
| 16    | Трухин Михаил Николаевич       | По единому избирательному округу от партии Единая Россия       |
| 17    | Чумаченко Лариса Ивановна      | По единому избирательному округу от партии Единая Россия       |
| 18    | Манцырев Андрей Александрович  | По единому избирательному округу от партии КПРФ                |
| 19    | Ример Игорь Аркадьевич         | По единому избирательному округу от партии КПРФ                |
| 20    | Хайруллина Марина Владимировна | По единому избирательному округу от партии Зеленые             |
| 21    | Олемской Артем Сергеевич       | По единому избирательному округу от партии ЛДПР                |
| 22    | Лымпио Александр Сергеевич     | По единому избирательному округу от партии Справедливая Россия |

Председатель
- Чумаченко Лариса Ивановна

Глава города Минусинска
- Меркулов Дмитрий Николаевич. Дата избрания: 7 мая 2024 года. Дата вступления в должность: 8 мая 2024 года. Срок полномочий: 5 лет.